# Grabina (osada w powiecie poddębickim)
Grabina – osada w Polsce położona w województwie łódzkim, w powiecie poddębickim, w gminie Zadzim.
W latach 1975–1998 miejscowość należała administracyjnie do województwa sieradzkiego.